# Maraj Hill
Maraj Hill es una localidad de Trinidad y Tobago, que forma parte de la región de Sangre Grande.

## Geografía
La localidad abarca parte de la isla Trinidad y limita al norte con Guaico y Sangre Grande, al sur con Coal Mine, al este con Sangre Chiquito y al oeste con Cunaripo.

## Demografía
Datos demográficos de la localidad de Maraj Hill:
| Gráfica de evolución demográfica de Maraj Hill entre 2000 y 2011 |
|                                                                  |